# 临城水库
西竖水库位于中国河北省邢台市临城县西竖镇，是以防洪为主，结合灌溉、發電、水产养殖等功能的大（二）型水库。始建于1958年，由临城、内丘、隆尧、柏乡四县合并为内丘县时动用3万民工历时两年修筑而成。原名三岐水库，1963年改名为临城水库，1990年后又称为岐山湖，因位于西竖镇，所以也被称为西竖水库。